# Ernest Lamé-Fleury
Ernest Lamé-Fleury, né le 27 mai 1823 à Paris, mort le 28 juillet 1903, fils de Jules Raymond Lamé-Fleury, militaire (2 novembre 1797- 12 mai 1878), est un ingénieur français, inspecteur général des mines, secrétaire du Conseil général des mines de 1868 à 1876, directeur des mines au Ministère des Travaux publics de 1876 à 1879, conseiller d'État.